# Era geologica
In cronostratigrafia, un'era geologica è una delle suddivisioni della scala dei tempi geologici; vengono divise in base a eventi e o elementi più facilmente riscontrabili nella stratificazione, ad esempio l'era del Mesozoico, è compresa tra due estinzioni di massa, quella del Permiano-Triassico, e la più nota del Cretaceo-Paleogene.
Le ere geologiche sono (dalla più antica alla più recente):                                               Eoarcheano, Paleoarcheano, Mesoarcheano, Neoarcheano, Paleoproterozoico,    Mesoproterozoico, Neoproterozoico, Paleozoico, Mesozoico, Cenozoico.
Essi vengono a loro volta raggruppati in 3 Eoni: Archeano, Proterozoico e Fanerozoico. Solo l'eone Adeano, il più antico tra tutti, non è suddiviso in ere. Più precisamente, un'era rappresenta il tempo trascorso durante la formazione delle rocce che costituiscono l'Eratema corrispondente. Un'era appartiene a un determinato eone ed è divisa, al suo interno, in periodi.

## Elenco delle ere geologiche
| Era geologica (Ma = milioni di anni fa)   | Periodi                                                             |
| ----------------------------------------- | ------------------------------------------------------------------- |
| Eoarcheano da 4000 Ma a 3600 Ma           |                                                                     |
| Paleoarcheano da 3600 Ma a 3200 Ma        | -                                                                   |
| Mesoarcheano da 3200 Ma a 2800 Ma         | -                                                                   |
| Neoarcheano da 2800 Ma a 2500 Ma          | -                                                                   |
| Paleoproterozoico da 2500 Ma a 1600 Ma    | Sideriano, Rhyaciano, Orosiriano, Statheriano                       |
| Mesoproterozoico da 1600 Ma a 1000 Ma     | Calymmiano, Ectasiano, Steniano                                     |
| Neoproterozoico da 1000 Ma a 541 Ma       | Toniano, Cryogeniano, Ediacarano                                    |
| Paleozoico da 541 Ma a 251.902 ± 0.024 Ma | Cambriano, Ordoviciano, Siluriano, Devoniano, Carbonifero, Permiano |
| Mesozoico da 251.902 ± 0.024 Ma a 66,0 Ma | Triassico, Giurassico, Cretaceo                                     |
| Cenozoico da 66,0 Ma ad oggi              | Paleogene, Neogene, Quaternario                                     |